# Dálnice A3 (Německo)
Dálnice A3, německy Bundesautobahn 3 (zkratka BAB 3), zkráceně Autobahn 3 (zkratka A3), je německá dálnice dlouhá 778 kilometrů. Začíná na severozápadě Německa na hranicích s Nizozemskem poblíž města Wesel a končí na jihovýchodě poblíž Pasova na hranicích s Rakouskem.
Dálnice protíná trasou několik důležitých měst jako Oberhausen, Duisburg, Düsseldorf, Leverkusen, Wesel, Kolín nad Rýnem, Wiesbaden, Frankfurt nad Mohanem, Würzburg, Norimberk a Řezno. A3 je důležitá dopravní tepna mezi Porýním-Porúřím a jihem Německa. Z toho pramení vysoká hustota provozu (jak osobních tak nákladních aut) a v důsledku toho je dálnice v obou směrech vedena z velké části ve třech jízdních pruzích včetně 300 kilometrů dlouhého úseku vedoucího z Oberhausenu do Aschaffenburgu a nověji také až po Norimberk.

## Historie
A3 byla součástí původního plánu říšských dálnic z 20. let 20. století. S výstavbou dálnice na úseku Oberhausen – Wiesbaden bylo započato v roce 1936. Úsek byl potom dokončen od 4 roky později v roce 1940. Další část dálnice na hranice s Nizozemskem byla dokončena v roce 1965, do Wüzburgu potom v roce 1963. V roce 1941 již existoval úsek dálnice poblíž Norimberku. Další části dálnice ve východním Bavorsku byly dokončeny o poznání déle, konkrétně v roce 1984. Trasa A3 leží souběžně s trasou spolkové silnice číslo 8 a po dokončení dálnice se A3 stala v tomto směru hlavní dopravní tepnou. Jak dálnice A3, tak spolková silnice 8 leží zhruba v místech, ve kterých ve středověku vedla cesta Via Publica. První zmínka o této cestě se objevila v listině z roku 839.

## Dálniční křižovatky

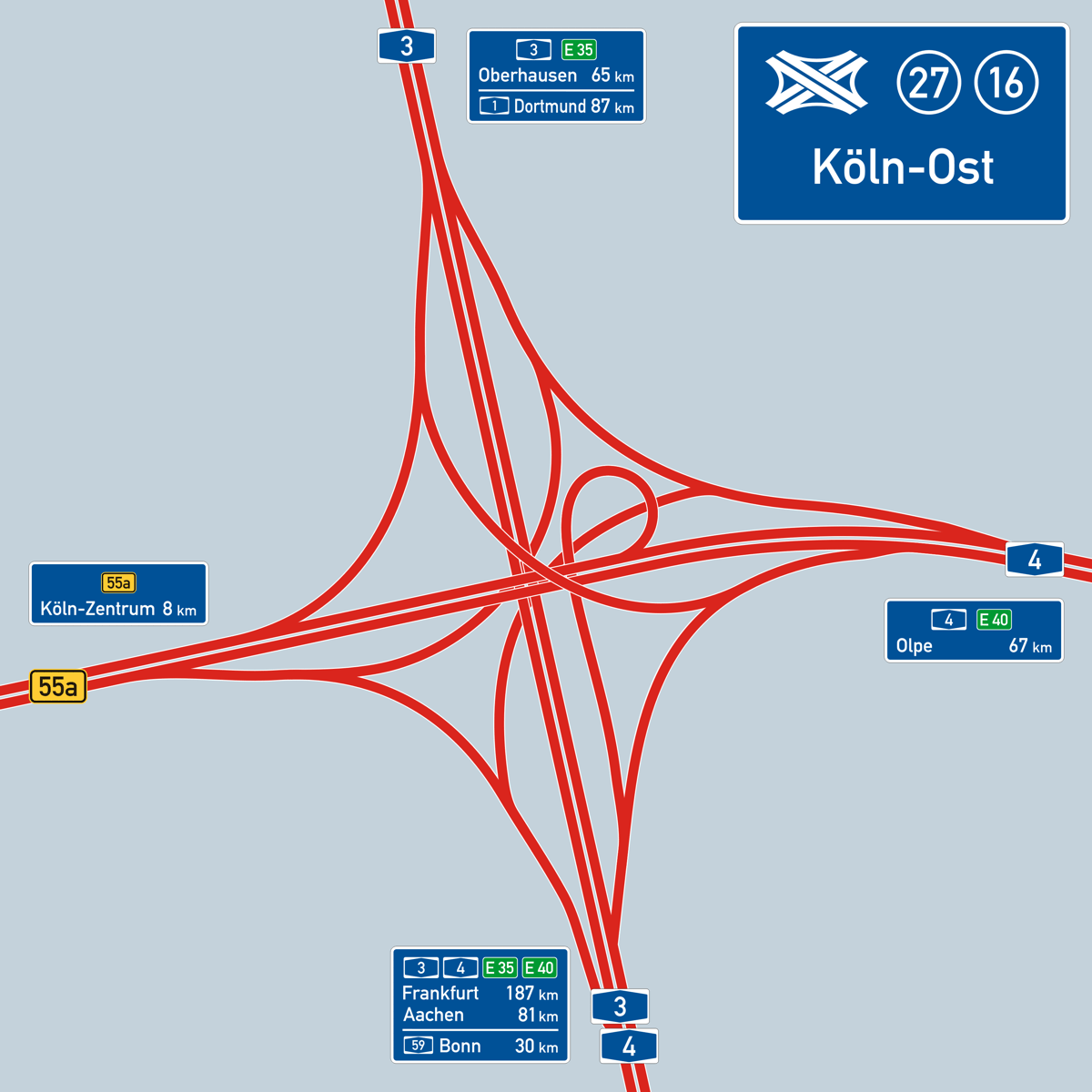
Kreuz Köln-Ost (27)

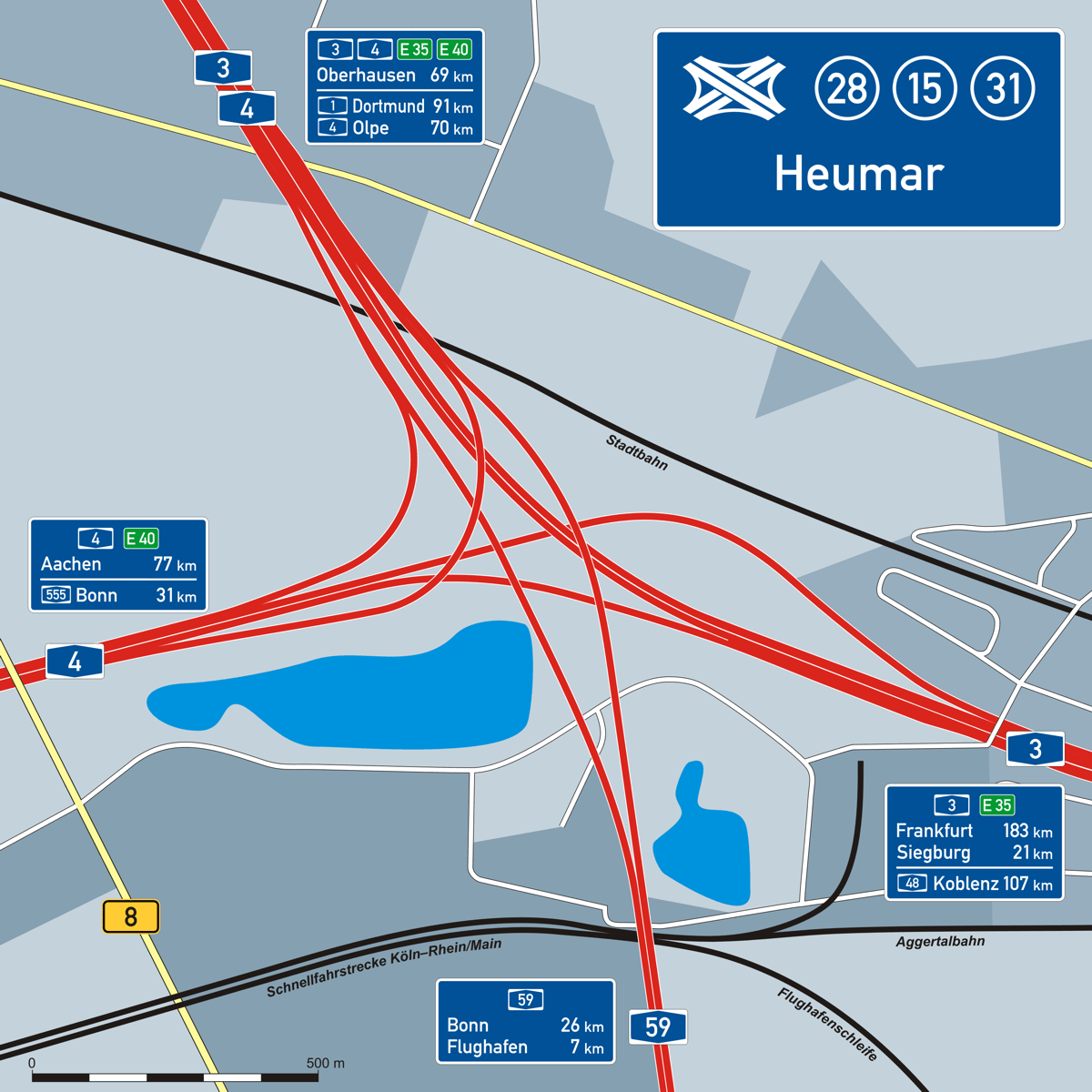
Heumarer Dreieck (28)

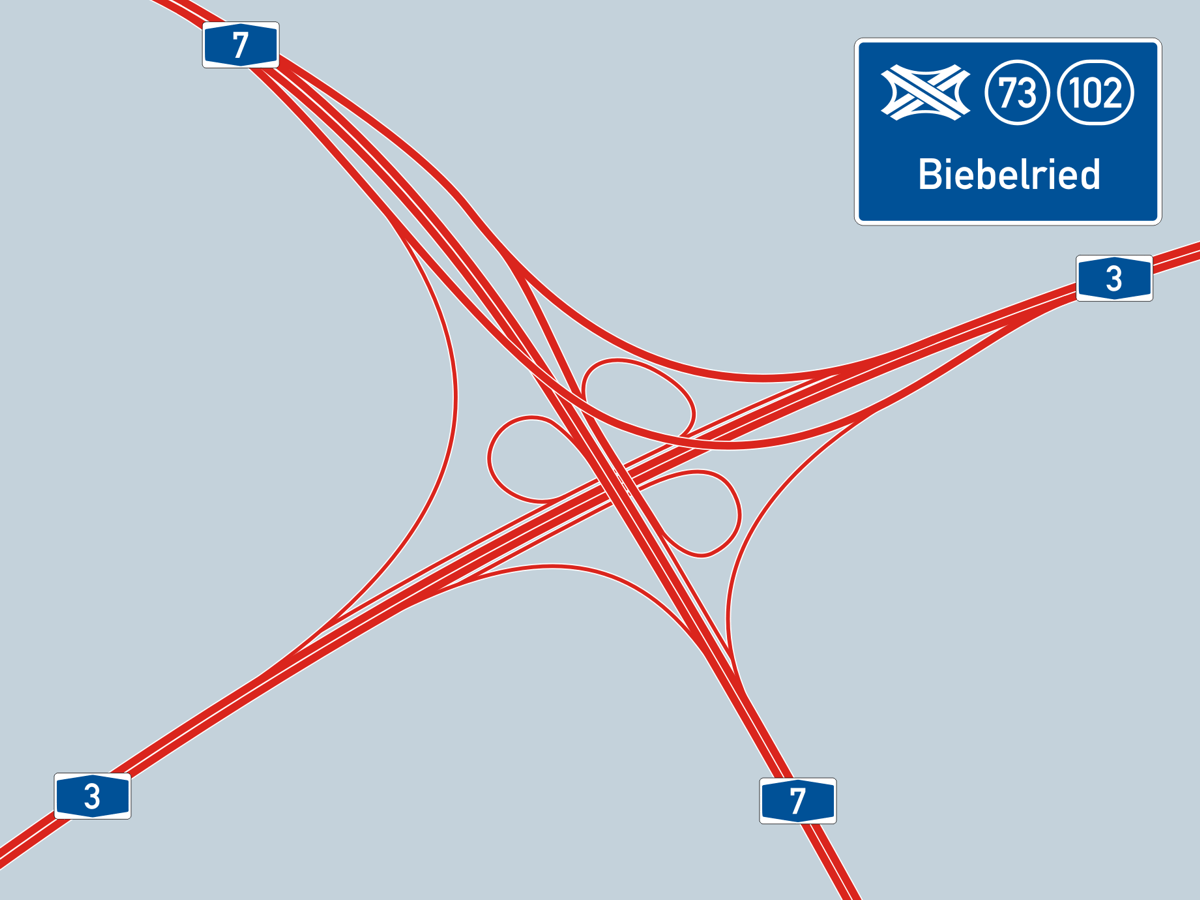
Kreuz Biebelried (73)

| Dálnice A2   | Křižovatka | (10)  | Kreuz Oberhausen      | v provozu |
| Dálnice A516 | Křižovatka | (10)  | Kreuz Oberhausen      | v provozu |
| Dálnice A42  | Křižovatka | (12)  | Kreuz Oberhausen West | v provozu |
| Dálnice A40  | Křižovatka | (14)  | Kreuz Kaiserberg      | v provozu |
| Dálnice A52  | Křižovatka | (16)  | Kreuz Breitscheld     | v provozu |
| Dálnice A524 | Křižovatka | (16)  | Kreuz Breitscheld     | v provozu |
| Dálnice A44  | Křižovatka | (19)  | Kreuz Hilden          | v provozu |
| Dálnice A542 | Křižovatka | (21)  | Dreieck Langenfeld    | v provozu |
| Dálnice A1   | Křižovatka | (23)  | Kreuz Leverkusen      | v provozu |
| Dálnice A4   | Křižovatka | (27)  | Kreuz Köln-Ost        | v provozu |
| Dálnice A4   | Křižovatka | (28)  | Dreieck Köln-Heumar   | v provozu |
| Dálnice A59  | Křižovatka | (28)  | Dreieck Köln-Heumar   | v provozu |
| Dálnice A560 | Křižovatka | (32)  | Kreuz Bonn-Siegburg   | v provozu |
| Dálnice A48  | Křižovatka | (39)  | Dreieck Dernbach      | v provozu |
| Dálnice A6   | Křižovatka | (47)  | Wiesbadener Kreuz     | v provozu |
| Dálnice A67  | Křižovatka | (48)  | Mönchhof Dreieck      | v provozu |
| Dálnice A5   | Křižovatka | (50)  | Frankfurter Kreuz     | v provozu |
| Silnice 43   | Křižovatka | (50)  | Frankfurter Kreuz     | v provozu |
| Dálnice A661 | Křižovatka | (52)  | Offenbacher Kreuz     | v provozu |
| Dálnice A45  | Křižovatka | (56)  | Seligenstäter Dreieck | v provozu |
| Dálnice A81  | Křižovatka | (68)  | Dreieck Würzburg-West | v provozu |
| Dálnice A7   | Křižovatka | (73)  | Kreuz Biebelried      | v provozu |
| Dálnice A73  | Křižovatka | (83)  | Kreuz Fürth/Erlangen  | v provozu |
| Dálnice A9   | Křižovatka | (88)  | Kreuz Nürnberg        | v provozu |
| Dálnice A6   | Křižovatka | (89)  | Kreuz Altdorf         | v provozu |
| Dálnice A93  | Křižovatka | (99)  | Kreuz Regensburg      | v provozu |
| Dálnice A92  | Křižovatka | (110) | Kreuz Deggendorf      | v provozu |
| Dálnice A94  | Křižovatka | (-)   | Kreuz Pocking         | plánováno |

## Aktuální stav dálnice

### Nizozemsko – Kolín
Od hranice s Nizozemskem na 65 kilometrů dlouhém úseku je dálnice vedena v obou směrech ve dvou jízdních pruzích. Mezi křižovatkami Kreuz Oberhausen a Kreuz Köln-Dellbrück má A3 tři pruhy v každém směru. Na krátké části uprostřed dálniční křižovatky Kreuz Kaiserberg jsou motoristům k dispozici pouze dva jízdní pruhy v každém směru. Na Kolínském dálničním okruhu je potom dálnice mezi křižovatkami Köln-Dellbrück a Dreieck Köln-Heumar rozšířena o jeden pruh na 4 jízdní pruhy v každém směru.

### Kolín – Aschaffenburg
Úsek po Hösbach nedaleko Aschaffenburgu má 3 pruhy v každém směru. Mezi křižovatkami Mönchhofer Dreieck a Wiesbadener Kreuz je A3 vedena celkem v sedmi jízdních pruzích (4 ve směru do Kolína nad Rýnem, 3 ve směru na Würzburg) a mezi křižovatkami Frankfurter Kreuz a Dreieck Köln-Heumar má dálnice 8 jízdních pruhů.

### Aschaffenburg – Fürth
Od dálničního sjezdu Aschaffenburg-Ost po křižovatku s dálnicí A73 Kreuz Fürth/Erlangen měla A3 v roce 2009 celkem 4 pruhy. V několika svazích poblíž Würzburgu byla dálnice rozšířena o jeden jízdní pruh. V současnosti je tento úsek intenzívně rozšiřován na 6 pruhů. Krom toho byla postavena nebo se ještě staví velká odpočívadla, která budou vhodná i pro velmi dlouhé nákladní automobily, tzv. gigalinery.

### Fürth – Rakousko
Mezi dálničními křižovatkami Kreuz Fürth/Erlangen a Kreuz Nürnberg je dálnice vedena ve třech pruzích v každém směru, zatímco zbývající úsek ke hranicím s Rakouskem má pouze 4 pruhy.

## Zajímavosti

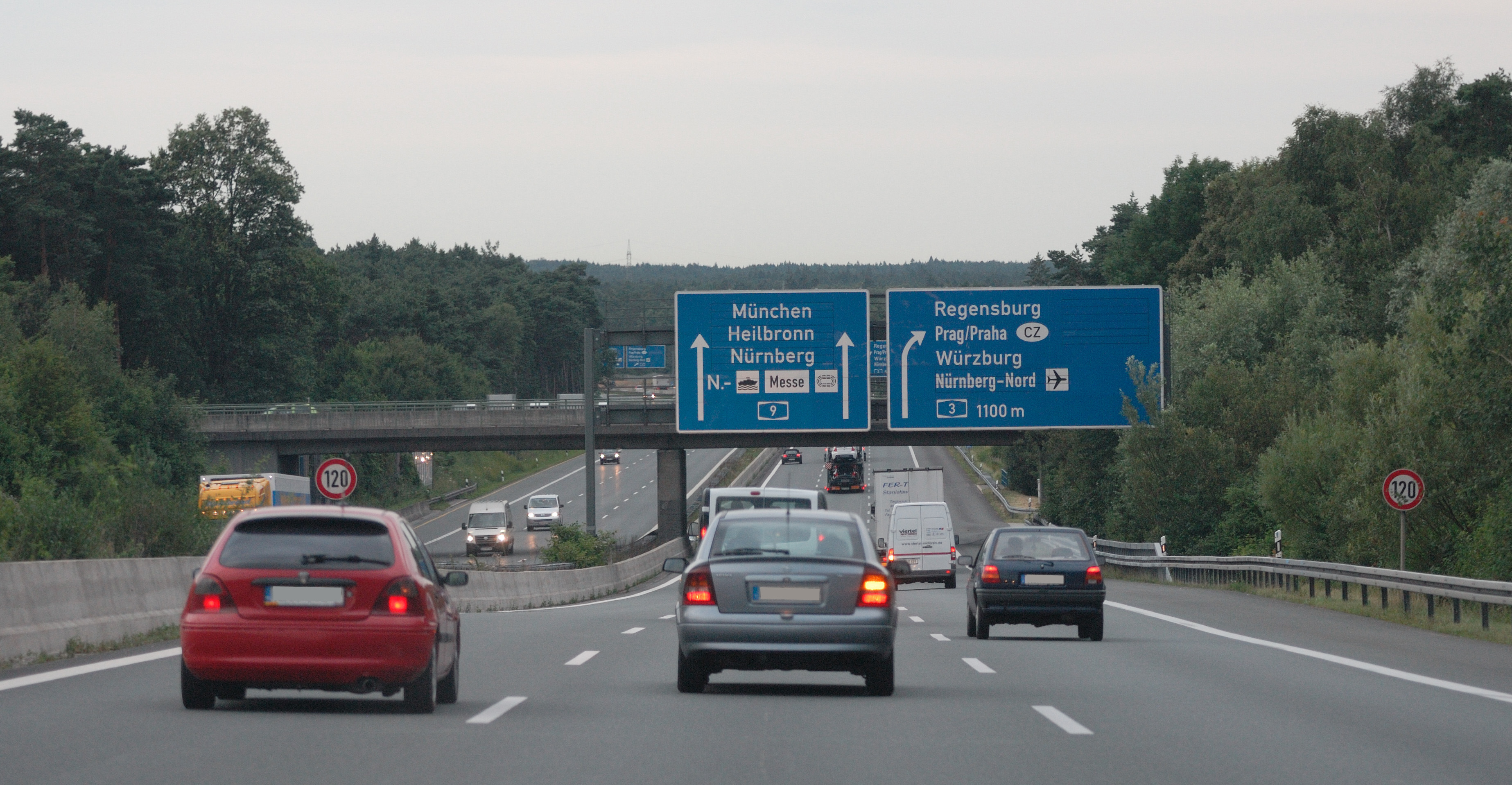
Dálniční křižovatka s A9 nedaleko Norimberku

Podél úseku dálnice mezi Kolínem a Frankfurtem se nachází vysokorychlostní trať ICE.
Na dvou částech dálnice poblíž Frankfurtu je dálnice vybavena speciálním zařízením umožňujícím v naléhavém případě uvolnění jednoho jízdního pruhu během dopravní špičky. Úseky mezi Hanau a Offenbacher Kreuz a mezi Kelsterbachem a Mönchhofdreieck jsou rovněž vybaveny tímto zařízením. Tyto úseky jsou monitorovány kamerami, takže v případě poruchy vozidla může dojít k uzavření jednoho pruhu pro normální vozy, tak, aby se k místu nehody dostala pomoc.
Některé úseky dálnice patří mezi vůbec nejrušnější silnice v Německu. Podle průzkumu z roku 2010 hned tři úseky dálnice patří mezi deset nejrušnějších silnic s velmi velkou denní hustotou provozu. Pouze dálnice A100 v Berlíně má větší denní hustotu provozu.
- 5. místo: Kreuz Leverkusen – Leverkusen = 157 600 vozidel
- 6. místo: Köln-Dellbrück – Kreuz Köln-Ost = 157 100 vozidel
- 8. místo: Frankfurt-Süd – Offenbacher Kreuz = 150 700 vozidel

## Plány a výstavba
- Nutně rozšířit dálnici kolem Kolína na 8 jízdních pruhů
- Nutně rozšířit dálnici kolem Frankfurtu na 8 jízdních pruhů
- Nutně rozšířit dálnici v úseku Aschaffenburg – Schlüsselfeld na 6 jízdních pruhů
  - Úsek mezi Aschaffenburg-Ost – Kauppenbrück poblíž Waldaschaffu (7,8 kilometrů) byl od září 2008 do listopadu 2011 ve výstavbě
  - Úsek mezi Dreieck Würzburg-West – Würzburg-Heidingsfeld poblíž Waldaschaffu (8 kilometrů) byl od roku 2008 do podzimu 2010 ve výstavbě
- V dlouhodobém horizontu rozšířit dálnici na úseku Schlüsselfeld – Fürth/Erlangen na 6 jízdních pruhů
- V dlouhodobém horizontu rozšířit dálnici kolem Regensburgu na 6 jízdních pruhů

## Galerie

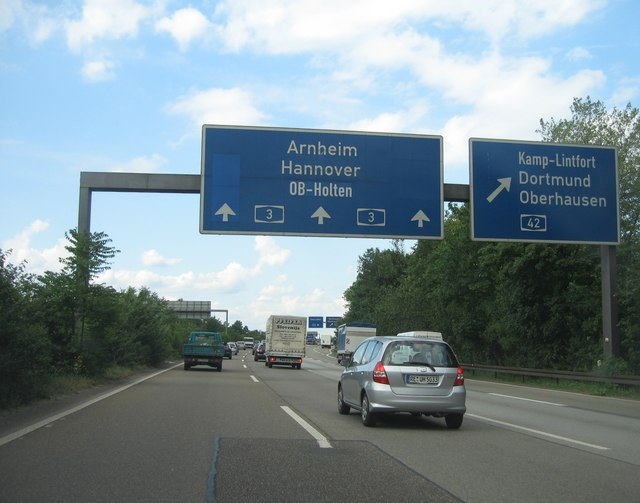
Křížení s dálnicí A42
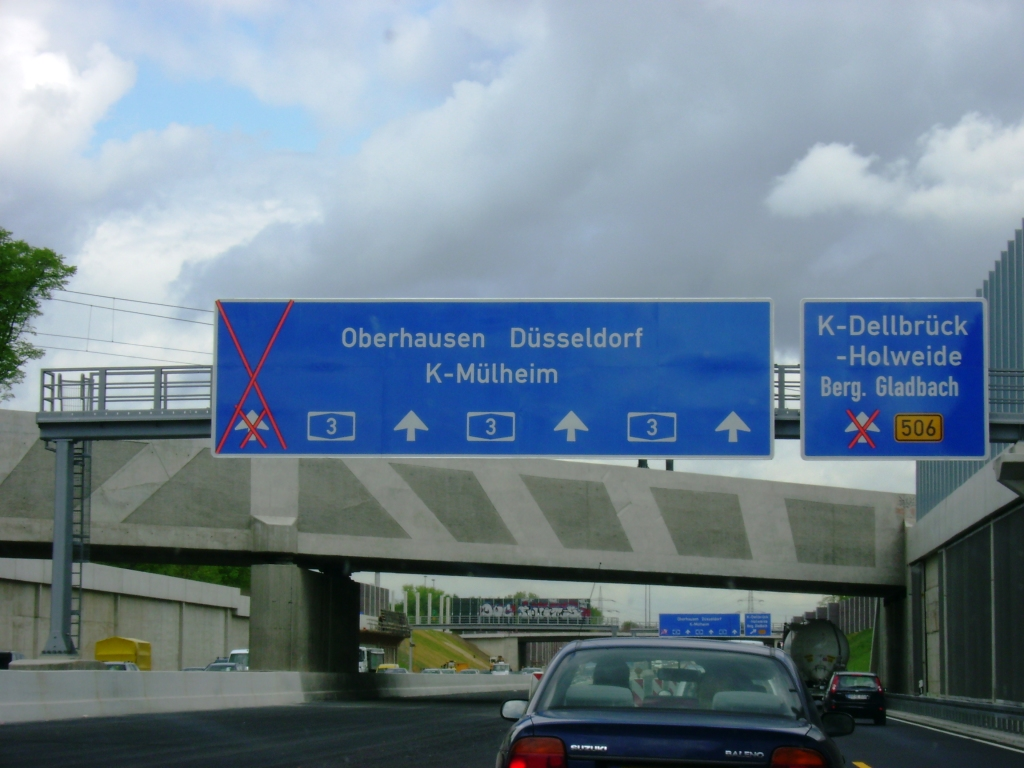
A3 v Kolíně nad Rýnem
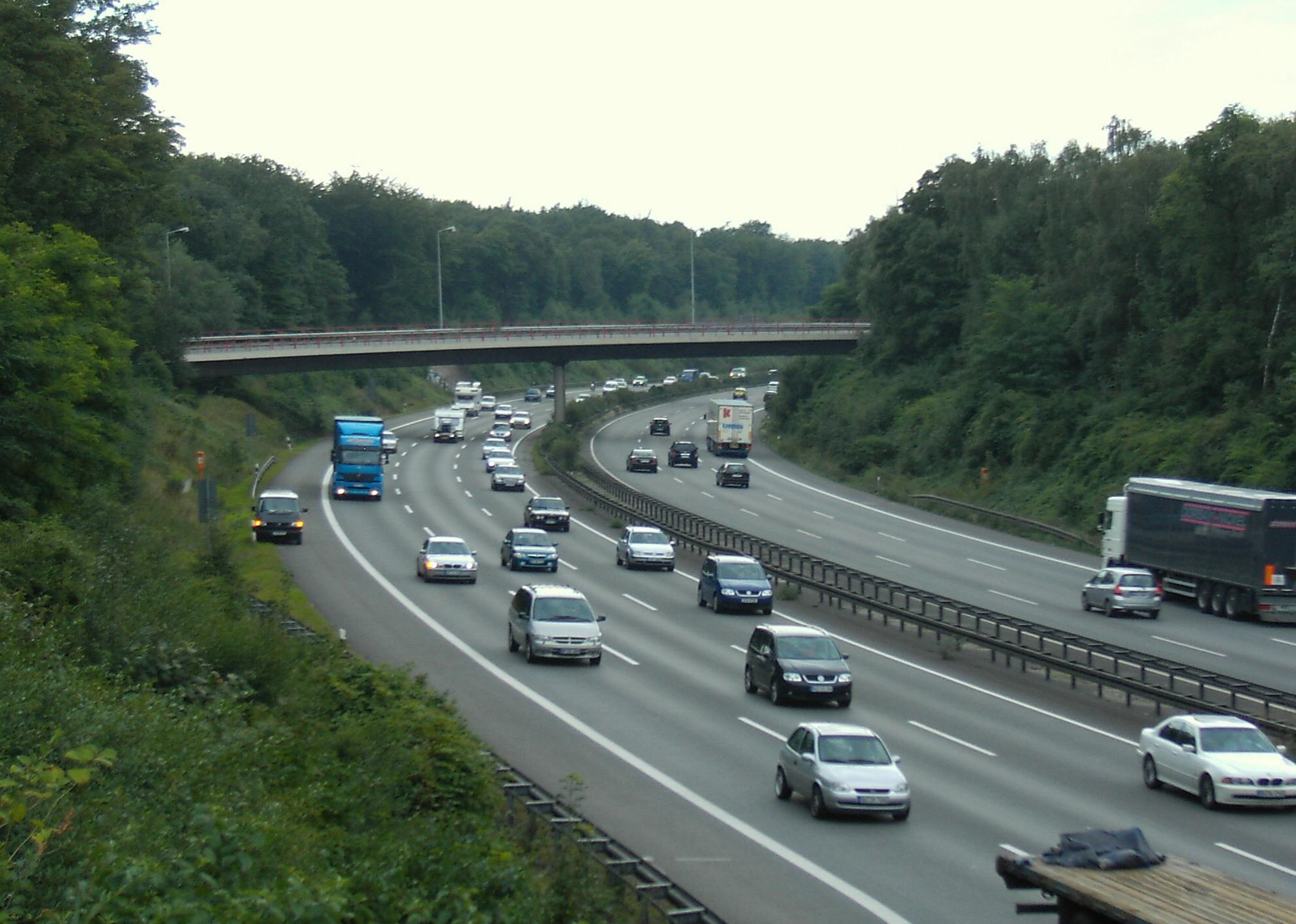
A3 v okolí Duisburgu
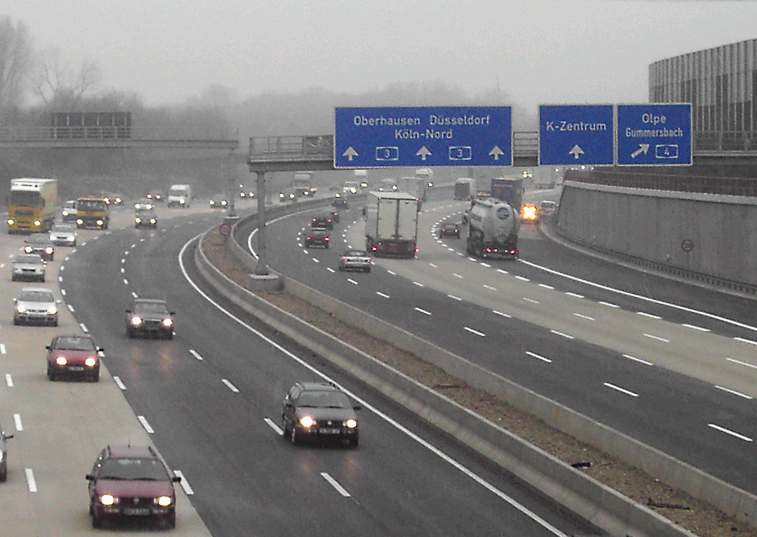
Kolínský dálniční okruh
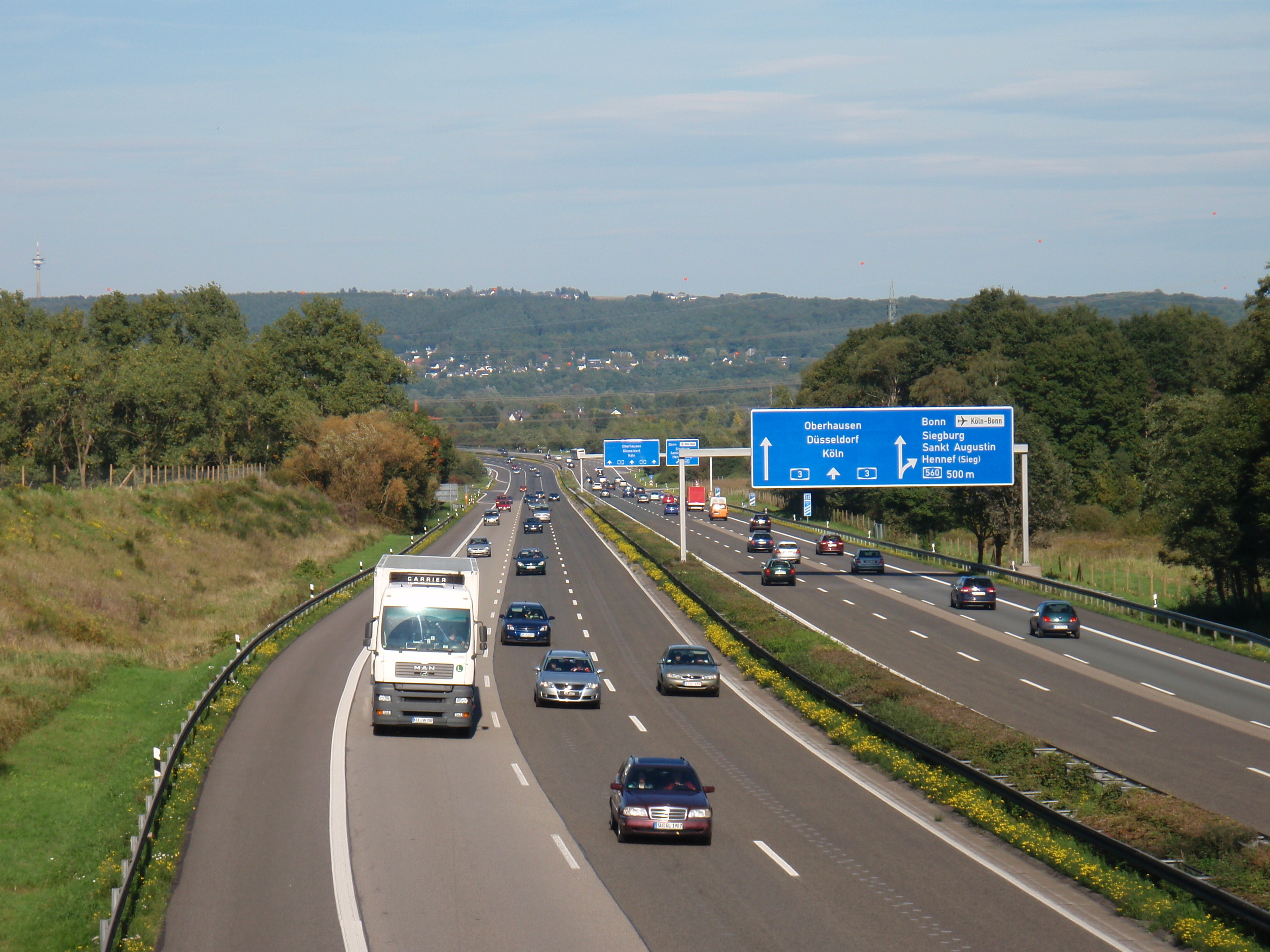
Křížení s dálnicí A560
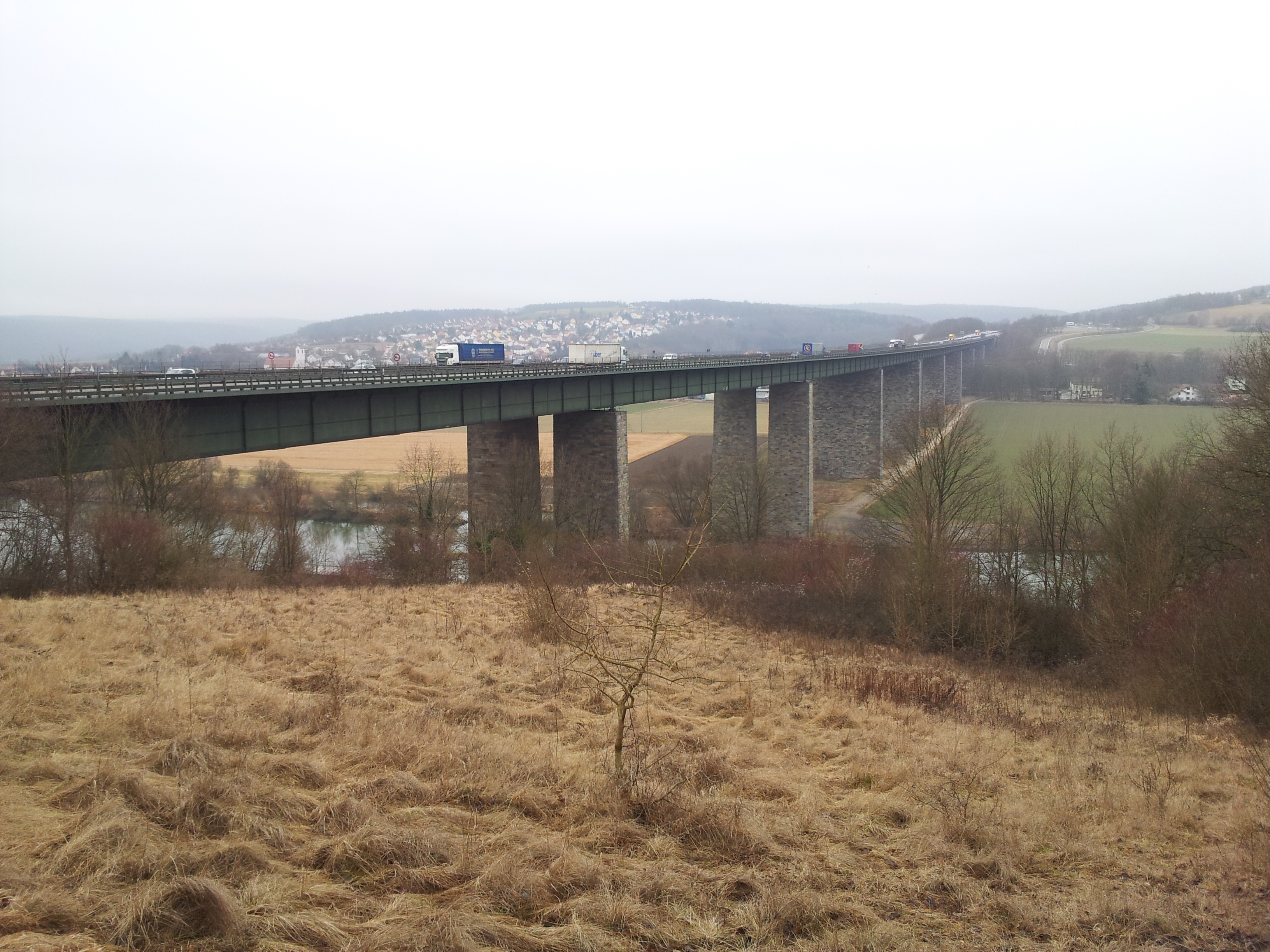
Dálniční most nad Dunajem, Regensburg
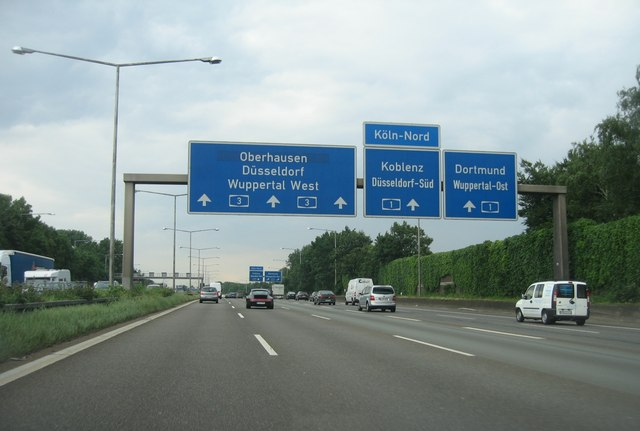
Křížení s dálnicí A1